# Červený potok (vattendrag i Tjeckien, lat 49,90, long 13,97)
Červený potok är ett vattendrag i Tjeckien. Det ligger i den centrala delen av landet, 40 km sydväst om huvudstaden Prag.